# قصور ذاتي اجتماعي
القصور الذاتي الاجتماعي هو مصطلح يطبق مفهوم القصور الذاتي على علم النفس وعلم الاجتماع. ويستخدم لوصف مقاومة التغيير المقدمة من المجتمعات أو المجموعات الاجتماعية، والتي غالبًا ما تكون نتيجة عادة. ويمكن ملاحظة أحد أمثلة القصور الذاتي الاجتماعي في عدم مطابقة الولايات المتحدة لوحدات معيار النظام الدولي للوحدات (SI) (انظر النظام المتري في الولايات المتحدة لمزيد من التفاصيل.)
وكثيرًا ما يُلاحظ هذا القصور الذاتي في السياسة، عندما يصوت الناس باستمرار لمرشح أو حزب واحد من منطلق العادة، وذلك بغض النظر عما إذا كانوا سيستفيدون حقًا من هذا التصويت.